# (4749) Ledzeppelin
(4749) Ledzeppelin est un astéroïde de la ceinture principale.

## Description
(4749) Ledzeppelin est un astéroïde de la ceinture principale. Il est découvert par Nobuhiro Kawasato le 22 novembre 1989 à Uenohara. Il présente une orbite caractérisée par un demi-grand axe de 3 UA, une excentricité de 0,104 et une inclinaison de 10,75° par rapport à l'écliptique.
Il est nommé en hommage au légendaire groupe de rock britannique Led Zeppelin (1969-1982).

## Compléments